# Arcidiocesi di Egina
L'arcidiocesi di Egina (in latino Archidioecesis Aeginensis) è una sede soppressa e sede titolare della Chiesa cattolica.

## Territorio
Egina, città sull'isola omonima, è un'antica sede arcivescovile autocefala della Grecia. Inizialmente suffraganea dell'arcidiocesi di Corinto, fu in seguito elevata al rango di arcidiocesi.
Le Costituzioni apostoliche attribuiscono all'apostolo san Paolo la nomina del primo vescovo di Egina, nella persona di Crispo. Questi potrebbe identificarsi con il Crispo che l'Apostolo menziona nella prima lettera ai Corinzi (1,14), e che gli Atti degli Apostoli riferiscono essere stato il capo della sinagoga di Corinto (18,8).
Sono due i vescovi attribuiti a Egina nel primo millennio e attestati dalle fonti documentarie: Gabriele, che partecipò al concilio di Nicea del 787; e Tommaso, che prese parte al concilio di Costantinopoli dell'879-880 che riabilitò il patriarca Fozio di Costantinopoli.
Nella vita di sant'Atanasia di Egina (IX secolo) si fa menzione di un vescovo locale, di cui non è fatto il nome, che acconsentì che Atanasia si stabilisse nella chiesa di Santo Stefano ad Egina con l'aiuto del prete Mattia.
I sigilli episcopali attestano l'esistenza di altri due vescovi di Egina: Giovanni, il cui sigillo è datato all'VIII/IX secolo; e Teodoro, vissuto nel IX secolo.
Durante la quarta crociata fu probabilmente istituita una diocesi di rito latino, di cui non si conoscono vescovi, se non quelli titolari nel XIV secolo.
Dal 1929 Egina è annoverata tra le sedi arcivescovili titolari della Chiesa cattolica; la sede è vacante dal 29 settembre 1990. La serie dei vescovi titolari medievali fu interrotta verso la metà del XV secolo, per essere restaurata, con il titolo arcivescovile, nel 1929.

## Cronotassi

### Arcivescovi greci
- Crispo † (I secolo)
- Gabriele † (menzionato nel 787)
- Giovanni † (VIII/IX secolo)
- Tommaso † (menzionato nell'879)
- Anonimo † (IX secolo)
- Teodoro † (IX secolo)

### Vescovi e arcivescovi titolari
- Antonio Cipollone, O.P. † (24 maggio 1396 - 4 aprile 1397 nominato vescovo di Torres)
- Tommaso Visconti † (28 marzo 1397 - ?)
- Giovanni Alessio, O.F.M. † (1400 - ? deceduto)
- Enrico Deinardi, O.S.B. † (19 dicembre 1403 - dopo il 16 febbraio 1405)
- Giacomo † (? deceduto)
- Giovanni Pisci, O.E.S.A. † (31 agosto 1411 - dopo il 1418)[11]
- Bertrando di Isola, O.F.M. † (15 gennaio 1420 - dopo il 24 marzo 1424 deceduto)
- Berengario Perrini, O.F.M. † (3 novembre 1428 - ?)
- Giovanni † (? deceduto)
- Reginaldo Polet, O.F.M. † (28 marzo 1436 - ?)
- Pierre-Emile-Jean-Baptiste-Marie Grouard, O.M.I. † (28 febbraio 1930 - 7 marzo 1931 deceduto)
- Francesco Borgia Sedej † (23 ottobre 1931 - 28 novembre 1931 deceduto)
- John Joseph Mitty † (29 gennaio 1932 - 2 marzo 1935 succeduto arcivescovo di San Francisco)
- Saverio Ritter † (5 agosto 1935 - 21 aprile 1951 deceduto)
- Raffaele Forni † (31 luglio 1953 - 29 settembre 1990 deceduto)